# 京田辺パーキングエリア
京田辺パーキングエリア（きょうたなべパーキングエリア）は京都府京田辺市の第二京阪道路上にあるパーキングエリアである。
京田辺市内にあるものの、隣接の八幡市との市境付近に位置している。
本項では、ここにある京田辺バスストップについても記述する。

## 概要
第二京阪道路で唯一の休憩施設である。
周辺は京阪東ローズタウンであり、同タウンと一体の都市計画のもとに建設されている。JR片町線（学研都市線）の松井山手駅も約350m東にあり、接続がよい。
パーキングエリア部分と周辺に立体道路制度が適用されている。これは、パーキングエリアとしては西日本で初めて立体道路制度の活用が決定されたケースである。
掘割構造の本線（専用部）及び側道（一般部）の上空に、周辺の土地と同程度の高さとなるように、ボックスカルバートによる人工地盤と人工地盤を挟んで南北2か所にプレキャストPC桁橋によるパーキングエリア部分が設けられている。北側が大阪方面側、南側が京都方面側のパーキングエリアとなる。また、この人工地盤は道路用地ではなく民有地であり、温浴施設・ホテルが建設され、2018年12月に開業した。
パーキングエリア内にはバス停京田辺バスストップが設置されており、路線バス利用者向けに歩行者出入口が設置されている。いわゆる「ウェルカムゲート」ではなく、パーキングエリア内と周辺とで歩行者が自由に行き来できるわけではない。
2003年3月30日の第二京阪道路の部分開通時に、パーキングエリア部分の橋脚、人工地盤、出入路の一部（盛土構造の部分）が完成しており、2010年3月20日の第二京阪道路の全線開通までにパーキングエリア部分、残りの出入路が建設された。
なお、パーキングエリア部分と人工地盤の下の本線（専用部）及び側道（一般部）はトンネル扱いとなっており「京田辺トンネル」と表記されている。

## 道路
- E89 第二京阪道路

## 施設

### 大阪方面
- 駐車場
  - 大型 31台
  - 小型 54台（内、軽自動車用 2台）
  - トレーラー 1台
  - 身障者 2台
  - バイク 4台
- トイレ[2]
  - 男性（小 6器・大 4器（和式 1器・洋式 3器））
  - 女性 : 12器（和式 2器・洋式 10器）
  - 身体障害者用 : 1器
- 自動販売機
- ハイウェイ情報ターミナル

### 京都方面
- 駐車場
  - 大型 31台
  - 小型 54台
  - トレーラー 2台
  - 身障者 2台
  - バイク 4台
- トイレ[2]
  - 男性（小 6器・大 4器（和式 1器・洋式 3器））
  - 女性 : 12器（和式 2器・洋式 10器）
  - 身体障害者用 : 1器
- 自動販売機
- ハイウェイ情報ターミナル

本線からの進入路を登り切った先に、ほぼ90度に曲がる急カーブがある。進入路を登り切るまでに十分に減速しておく車が多い。

## 歴史
- 2010年3月20日 : 枚方東IC-門真JCT間開通に伴い京田辺PA供用開始

## 京田辺バスストップ

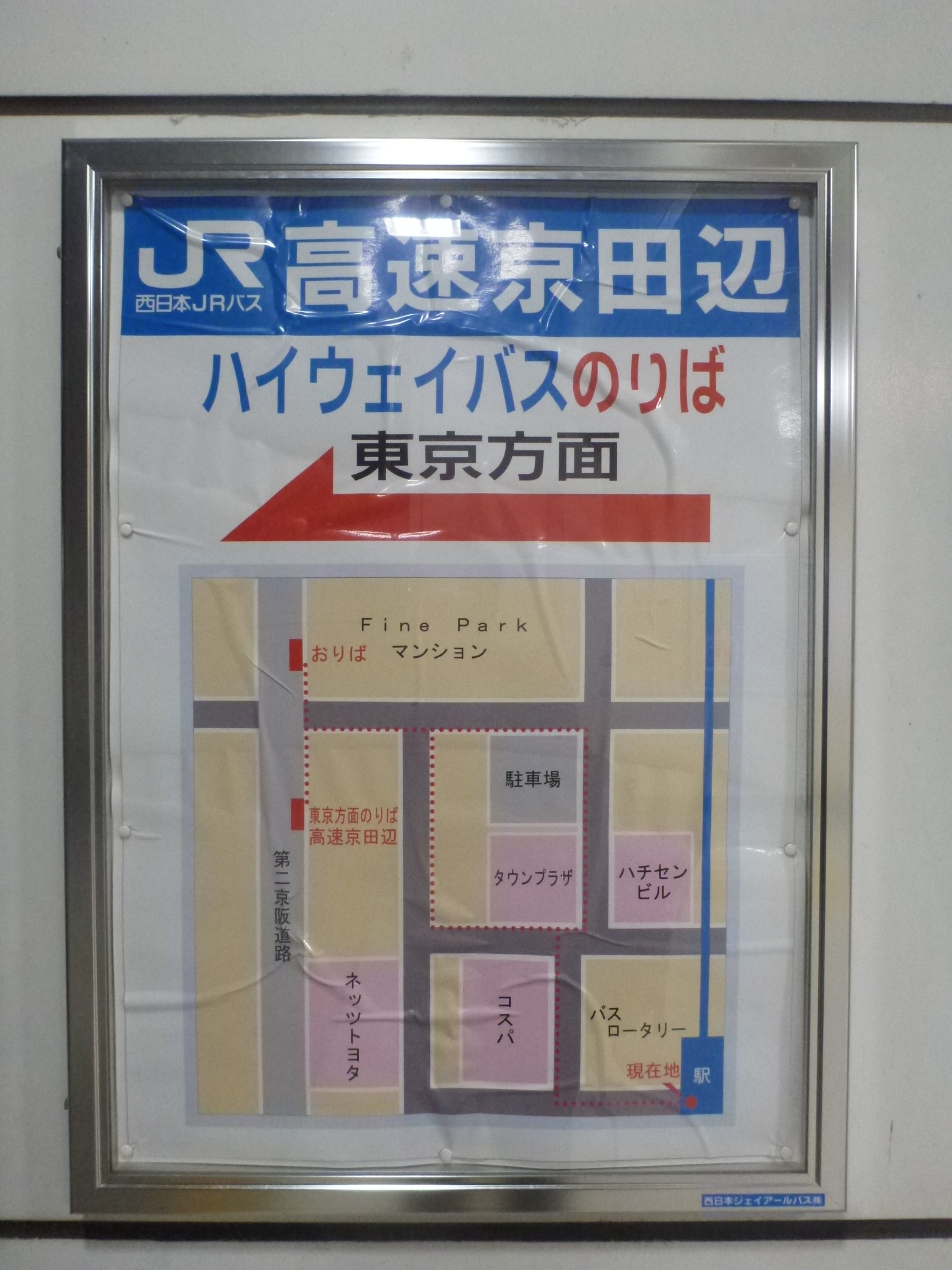
JR片町線（学研都市線）松井山手駅前にある京田辺バスストップへの案内板

京田辺バスストップ（きょうたなべバスストップ）は、京都府京田辺市の第二京阪道路 京田辺PAに併設されている高速バス用バス停留所である。バスの案内、時刻表などでは「高速京田辺」と表記される。
この停留所の東側約350mにはJR松井山手駅があり、当停留所の設置で、JR片町線（学研都市線）沿線から関東地方や酒田市、長岡市、長野市、静岡市、浜松市、大阪市、白浜町と連絡する高速バスへの乗車の利便性が良くなり、名神経由の大阪市内発着便を補完する機能も兼ねるようになった。

### 発着するバス
上り、下りともに乗車・降車可能
- ダイレクトエクスプレス直Q京都号： 京阪交野市駅、さくら丘住宅、河内磐船駅 -  高速京田辺 - 久世橋通新町西詰、十条駅、大石橋（九条駅）、京都駅八条口（京阪バス）

下り（大阪方面）バス停=乗車専用、上り（京都方面）バス停=降車専用
- 関西国際空港リムジンバス：関西国際空港（京阪バス・関西空港交通・阪急観光バス）
- 京都特急ニュースター号：長田駅、高井田中央駅、布施駅、大阪城・ホテルニューオータニ大阪、桜島駅、ユニバーサル・スタジオ・ジャパン（大阪バス）
- 京都高野山線：大門南駐車場、奥の院前、高野警察前（高野山）（京阪バス・南海りんかんバス）季節運行。

上り（京都方面）バス停=乗車専用、下り（大阪方面）バス停=降車専用
- 神戸・大阪・京都 - 立川線：橋本駅、昭島駅、立川駅、玉川上水駅（南海バス）
- 堺・なんば・京都 - 柏崎・長岡線：上越木田、柏崎駅、長岡駅、東三条駅（南海バス・越後交通）
- 大阪・京都 - 小田原・藤沢・鎌倉線：小田原駅、藤沢駅、鎌倉駅、横須賀駅、戸塚駅（南海バス・和歌山バス）
- 名古屋特急ニュースター号：名古屋駅（大阪バス・大阪観光バス・名古屋バス）
- サザンクロス和歌山号：バスタ新宿（新宿駅）、東京駅、新木場駅（南海ウイングバス）

### バス停へのアクセス
- JR片町線(学研都市線) 松井山手駅 徒歩8分（下りバス停）、徒歩6分（上りバス停）
- 京阪バス 高速京田辺前バス停 徒歩2分
- 京阪バス 山手中央バス停 徒歩6分（下りバス停）、徒歩3分（上りバス停）

京田辺パーキングエリア東隣の高速京田辺前バス停付近に送迎車両用駐車場（5台）があり、バス利用者の送迎のために短時間駐車しておくことができる。

### 歴史
- 2010年（平成22年）
  - 3月25日 : 供用開始。当初は関西国際空港 - 京都駅間リムジンバス1系統のみが乗降取り扱い。
  - 7月1日 : 上野駅・東京駅 - 奈良駅・王寺駅間、東京ディズニーランド・東京駅 - 奈良駅・王寺駅間の夜行高速バス各路線が乗降取り扱い開始。
  - 9月2日 : 東京駅・新宿駅 - なんば・堺間、銚子駅・成田空港・秋葉原駅 - なんば間、湯田中駅・長野駅 - なんば間の夜行高速バス各路線が乗降取り扱い開始。
  - 12月9日 : 静岡駅・浜松駅 - 大阪駅・三宮間の夜行高速バス路線が乗降取り扱い開始。
- 2011年（平成23年）
  - 3月17日 : 送迎車両用駐車場（仮設）が開設[3]。
  - 7月1日 : 京都 - みなべ・田辺・白浜間の昼行・夜行高速バス路線が乗降取り扱い開始。
  - 12月22日 : 神戸・なんば・京都 - 昭島・立川・玉川上水間、堺・なんば・京都 - 柏崎・長岡・三条間の夜行高速バス路線が乗降取り扱い開始。
- 2012年（平成24年）
  - 2月1日 : 堺・なんば・京都 - 小田原・藤沢・鎌倉・戸塚間の夜行高速バス路線が乗降取り扱い開始。
  - 4月1日 : 京都駅 - なんば間の急行バス路線「ダイレクトエクスプレス直Q京都号」が乗降取り扱い開始。
  - 10月1日 : 天王寺駅 - 名古屋駅間の昼行高速バス路線が乗降取り扱い開始。
  - 12月25日 : 布施駅 - 京都駅間の昼行高速バス路線が乗降取り扱い開始。
- 2013年（平成25年）11月27日 : 送迎車両用駐車場（本設）が開設。

## 当初の計画
当初は、本線上空部分は大型車用駐車場であり、出入路周辺部分人工地盤の東側民有地の地下に2層構造の地下駐車場を、商業施設の地下構造物として一体的に建設し、下層をパーキングエリアの小型車用駐車場に、上層をパーキングエリアと連結する商業施設の駐車場とする計画であった。つまり、ハイウェイオアシスを併設するパーキングエリアとなる予定だった。
しかし、第二京阪道路の通行量が当初予測を下回る見込みとなり、パーキングエリアの規模が縮小され、パーキングエリアの駐車場は本線上空に集約されるとともに、バブル経済の崩壊などにより、商業施設の設置計画が見直され、この駐車場の連結計画も撤回された。
なお、規模の縮小に伴い撤回された小型車用駐車場への接続路の用地は、バス停留所と同地への歩行者通路に転用されている。

## 隣
E89 第二京阪道路
(5) 京田辺松井IC - 京田辺PA - (6) 枚方東IC